# Billionaire
Billionaire – utwór stworzony przez Ari Levine i Philipa Lawrence’a na debiutancki album Lazarus amerykańskiego rapera Traviego McCoya. Za produkcję singla odpowiedzialna była grupa The Smeezingtons. W kompozycji swego głosu użyczył artysta Bruno Mars. W kwietniu 2011 piosenka została ściągnięta aż 3,000,000 razy w formacie digital download.
Teledysk do utworu nagrywany był w Los Angeles i Kalifornii. Jego premiera odbyła się 6 marca 2010 roku w kanale telewizyjnym MTV.
W filmie widać Marsa grającego na gitarze. Co jakiś czas pokazuje się Travis McCoy, który jedzie Mini Cooperem.